# Magdalena Bizior-Dombrowska
Magdalena Bizior-Dombrowska – polska literaturoznawczyni specjalizująca się w historii literatury romantyzmu i Młodej Polski, doktor habilitowana nauk humanistycznych, wykładowczyni akademicka.

## Życiorys
Jest zatrudniona w Katedrze Edytorstwa i Literatury Polskiej Instytutu Literaturoznawstwa Uniwersytetu Mikołaja Kopernika. Od 2014 r. pełni funkcję kierownika Studiów Podyplomowych w zakresie Redakcyjno-Wydawniczym. W latach 2007–2009 pracowała w Wydawnictwie Naukowym UMK jako zastępca dyrektora ds. wydawniczych, a od kilku lat współpracuje z wydawnictwem jako redaktorka. 
Jej zainteresowania badawcze koncentrują się wokół tekstologii i edytorstwa naukowego, opracowała tom dzieł zebranych Stanisława Ignacego Witkiewicza pt. Nauki ścisłe a filozofia i inne pisma filozoficzne (1933–1939) oraz zbiór listów do Romana Ingardena. W swojej pracy naukowej zajmuje się głównie historią literatury romantyzmu i Młodej Polski, kontekstami filozoficznymi literatury, mistyką oraz problematyką tekstologiczno-edytorską. 

## Wybrane publikacje
1. „Morfina” Szczepana Twardocha, czyli jak (nie)istnieć romantycznie, w: Romantyzm użytkowy. Długie trwanie romantyzmu w kulturze polskiej, pod red. D. Dąbrowskiej i E. Szczepan, Wrocław 2014, s. 121–135.
2. „Muza z popiołów” – nuda a tożsamość w ujęciu Juliusza Słowackiego, w: Jaki Słowacki?, Wrocław 2012, s. 219–230.
3. Nie-Boska komedia. Wydanie krytyczne pierwodruku z 1835 roku, Wydawnictwo Naukowe UMK, ISBN 978-83-231-3498-5
4. Romantyczna nuda. Wielka nostalgia za niczym, Wydawnictwo Naukowe UMK, ISBN 978-83-231-3593-7
5. Witkacy’s Metaphysical Boredom, w: Witkacy. Logos and the Elements, Frankfurt am Main 2017, s. 145–156.
6. Zygmunt Krasiński. Dylematy egzystencji - problemy biografii, Wydawnictwo Naukowe UMK, ISBN 978-83-231-3275-2